# Eyprepocnemidinae
Eyprepocnemidinae Brunner von Wattenwyl, 1893 è una sottofamiglia di insetti ortotteri della famiglia Acrididae.

## Tassonomia
Comprende i seguenti generi:
- Tribù Eyprepocnemidini Brunner von Wattenwyl 1893
  - Euprepocnemides Bolívar, 1914
  - Eyprepocnemis Fieber, 1853
  - Eyprepocprifas Donskoff, 1983
  - Heteracris Walker, 1870
  - Shirakiacris Dirsh, 1958
- Incertae sedis
  - Amphiprosopia Uvarov, 1921
  - Belonocnemis Bolívar, 1914
  - Cataloipus Bolívar, 1890
  - Clomacris Popov, 1981
  - Cyathosternum Bolívar, 1882
  - Jagoa Popov, 1980
  - Jucundacris Uvarov, 1921
  - Malagacetrus Dirsh, 1962
  - Malonjeacris Grunshaw, 1995
  - Metaxymecus Karsch, 1893
  - Neritius Bolívar, 1914
  - Ogasawaracris Ito, 2003
  - Oxyaeida Bolívar, 1914
  - Paraneritius Jago, 1994
  - Paraprocticus Grunshaw, 1995
  - Phyllocercus Uvarov, 1941
  - Squaroplatacris Liang & Zheng, 1987
  - Taramassus Giglio-Tos, 1907
  - Tenebracris Dirsh, 1962
  - Tropidiopsis Bolívar, 1911
  - Tylotropidius Stål, 1873

### Specie presenti in Italia
In Italia sono presenti le seguenti specie e sottospecie:
- Genere Eyprepocnemis Fieber, 1853
  - Eyprepocnemis plorans (Charpentier, 1825)
    - Eyprepocnemis plorans plorans (Charpentier, 1825)
- Genere Heteracris Walker, 1870
  - Heteracris adspersa (Redtenbacher, 1899)
    - Heteracris adspersa adpersa (Redtenbacher, 1899)
    - Heteracris adspersa massai Galvagni, 1978

  - Heteracris annulosa (Walker, 1870)